# Dwayne Murphy
Dwayne Keith Murphy (ur. 18 marca 1955) – amerykański baseballista, który występował na pozycji środkowozapolowego.
W czerwcu 1973 został wybrany w 15. rundzie draftu przez Oakland Athletics i początkowo występował w klubach farmerskich tego zespołu, między innymi w Chattanooga Lookouts, reprezentującym poziom Double-A. W Major League Baseball zadebiutował 8 kwietnia 1978 w meczu przeciwko California Angels.
Jako zawodnik Athletics sześciokrotnie był wyróżniany spośród zapolowych otrzymując Złotą Rękawicę. W marcu 1989 podpisał kontrakt z Detroit Tigers, zaś rok później z Philadelphia Phillies, w którym zakończył zawodniczą karierę.
W późniejszym okresie był członkiem sztabu szkoleniowego w Arizona Diamondbacks, z którym w 2001 wygrał World Series i w Toronto Blue Jays. W październiku 2013 zakończył karierę trenerską.
| Nagroda/wyróżnienie | Lata                               | Źródło |
| 6× Gold Glove Award | 1980, 1981, 1982, 1983, 1984, 1985 | [ 1 ]  |